# Heliaeschna idae
Heliaeschna idae là loài chuồn chuồn trong họ Aeshnidae. Loài này được Brauer mô tả khoa học đầu tiên năm 1865.